# Conrado Marrero
Conrado „Connie“ Marrero Ramos (* 25. April 1911 in Sagua la Grande; † 23. April 2014 in Havanna) war ein sowohl in seinem Heimatland als auch in den USA erfolgreicher kubanischer Baseballspieler.

## Leben
Conrado Marrero wurde 1911 in der Finca „El Laberinto“ im Einzugsgebiet von Sagua la Grande geboren. Er spielte seit frühester Kindheit Baseball, nahm jedoch erst relativ spät an offiziellen Wettbewerben teil. Schnell jedoch entwickelte er sich zu einem hervorragenden Pitcher, zunächst bei den Amateuren und später auch bei den Profis.
Unter anderem spielte Marrero über drei Saisons bei den Habana Cubans und erregte mit seiner spektakulären Spielweise die Aufmerksamkeit von Spielerbeobachtern aus den US-Major Leagues. In einem für Profisportler fortgeschrittenen Alter von 39 Jahren wechselte er in die USA zu den Washington Senators, für die er bis 1955 spielte.
Nach seiner aktiven Spielerzeit kehrte er nach Kuba zurück und trainierte dort unter anderem junge Talente.
Am Tag seines Todes war Connie Marrero der älteste ehemalige Major-League-Spieler. Er starb zwei Tage vor seinem 103. Geburtstag.